# Henry Wheatley

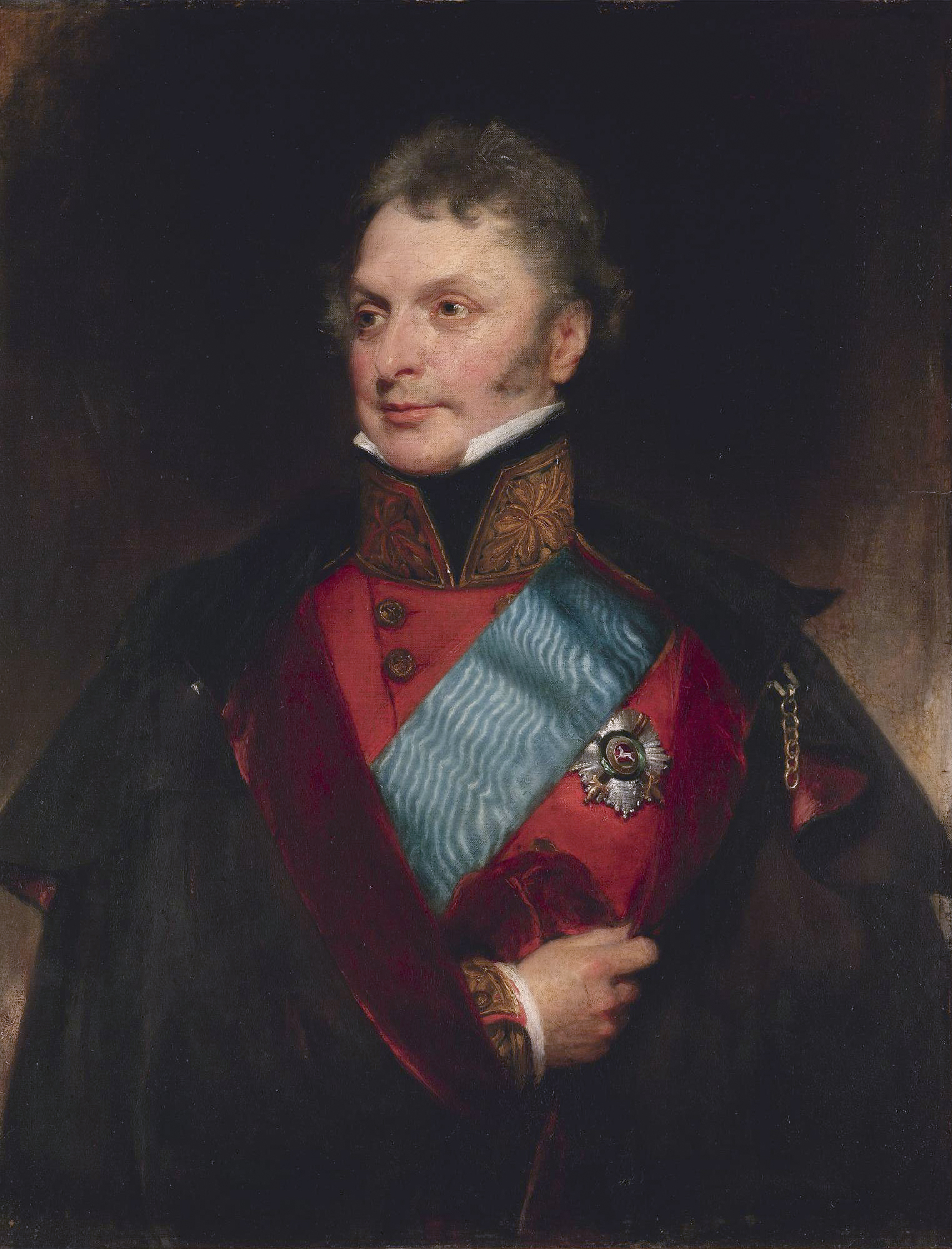
Major-General Sir Henry Wheatley (1777-1852) (pintado por Henry William Pickersgill)

Henry Wheatley, 1.º Baronete GCH, KB (1777 - 21 de Março de 1852), foi um militar britânico e responsável gesta gestão financeira da Royal Household do rei Guilherme IV e da rainha Vitória entre 1830 e 1846.

## Biografia
Henry Wheatley era o quarto filho de William Wheatley, esquire da Casa de Lesney, na paróquia de Erith, Kent, onde nasceu em 1777, e de Margaret, filha de John Randall, esquire de Charlton, no mesmo condado.
Entrou para o 1.º Batalhão dos Grenadier Guards em 1795 tendo servido na Holanda sob o comando do príncipe Frederico, segundo filho de Jorge III. Durante esta campanha, foi ferido no pescoço a 19 de Setembro de 1798. Foi promovido a tenente no mesmo ano.
Em 1807, prestou serviço como ajudante-de-campo de Sir Harry Burrard durante a Batalha de Copenhaga. Também participou na Batalha do Vimeiro, em 1808; comandou uma companhia em 1809; acompanhou os Guardas a Cádis, em 1810; e entrou em acção com aquele corpo na Batalha de Barrosa. Reformou-se do exército em 1812; o posto alcançado de Major-General foi obtido no exército de Hanôver, e foi-lhe atribuido pelo rei Guilherme IV.
Em 1830, Guilherme nomeou-o para gestor financeiro e do Tesouro da Casa Real, onde permaneceu, até à sua reforma em Janeiro de 1847.
Recebeu a Grã-Cruz da Real Ordem Guélfica em 1834; o título de baronete em Fevereiro de 1847; e foi nomeado Membro da Ordem de Bath da secção cicil, em 1848.
No dia 13 de Fevereiro de 1806, casou-se com Louisa, filha de George Edward Hawkins, esquire, sargento-cirurgião do rei Jorge III. O casal teve dois filhos, que morreram novos, e cinco filhas: Georgiana-Louisa; Henrietta-Maria (morreu nova); Laura-Maria, morta em 1841; Mary; e Sophia.